# 烏桓丘殼灰介
烏桓丘殼灰介（学名：Nodocoquimba wuhuani）为半花介科丘殼灰介屬下的一个种。